# Чарли Паркър - любов моя
„Чарли Паркър – любов моя“ (на македонска литературна норма: „Чарли Паркер - љубов моја“) е експериментален филм от Република Македония от 1994 година на режисьора Альоша Симяновски по сценарий на Глигор Паковски.